# Parafia św. Andrzeja Boboli w Dudley
Parafia św. Andrzeja Boboli w Dudley (ang. St. Andrew Bobola Parish) – parafia rzymskokatolicka położona w Dudley, Massachusetts, Stany Zjednoczone.
Jest ona jedną z wielu etnicznych, polonijnych parafii rzymskokatolickich w Nowej Anglii z mszą świętą. w języku polskim dla polskich imigrantów.
Kościół z czerwonej cegły na 500 miejsc został otwarty w 1954 r. w odpowiedzi na wzrost liczby ludności polskiej na tym obszarze.
Rozpoczęta jako misja, parafia św. Andrzeja Boboli została ustanowiona w 1963 roku.
Była pierwszą na zachodniej części USA, parafią dedykowaną św. Andrzejowi Boboli.